# Berlin Alexanderplatz
Berlin Alexanderplatz es una novela escrita por Alfred Döblin en 1928 y publicada por Samuel Fischer en Berlín en 1929.
Berlin Alexanderplatz se considera una "novela moderna" por muchos aspectos: no solamente por la ruptura con el carácter tradicional de héroe y con la estructura cronológica de relato, sino también por el uso de nuevas maneras de narrar (monólogos interiores, combinación de distintos niveles de lenguaje y puntos de vista...) y por el constante uso del collage intertextual (mezclando textos de canciones, titulares de los periódicos, transcripciones de sonidos, etcétera). Esta estructura narrativa es una innovación literaria propia de las novelas del siglo XX, como Ulises, de James Joyce; Manhattan Transfer, de John Dos Passos, o La colmena, de Camilo José Cela.
La historia se sitúa en el barrio de clase obrera, Alexanderplatz, en el Berlín de los años 20, y empieza con la salida de la cárcel de Franz Biberkopf. Döblin describe su lucha y su desdicha al intentar buscar por los submundos de Berlín un futuro y su intención de convertirse en "un hombre nuevo". Döblin dividió su novela en nueve libros, con epígrafes explicativos del argumento. Son los siguientes:
Libro Primero.
A la ciudad con el 41.—Todavía no está allí.—Aprender del ejemplo de Zannowich.—Terminación de la historia de una forma inesperada y, de ese modo, logro del pretendido efecto alentador en el ex  presidiario.—Tendencia desanimada, más tarde fuerte baja, Hamburgo destemplado, Londres más débil.—¡Victoria en toda la línea! Franz Biberkopf compra un filete de ternera.—Y ahora, Franz  jura al mundo y se jura a sí mismo vivir honradamente en Berlín, con dinero o sin dinero.
Libro Segundo.
Franz Biberkopf entra en Berlín.— Franz Biberkopf sale a la búsqueda, hay que ganar dinero, sin dinero no puede vivir el hombre. Sobre el mercado de vajilla de Fráncfort.— Lina se encarga de los maricones.— Hasenheide, Nuevo Mundo, si no es una cosa será la otra, no hay que hacerse la vida más difícil de lo que es. Franz es un hombre con clase, sabe lo que se debe a sí mismo. Dimensiones de este Franz Biberkopf. Puede competir con los antiguos héroes.
Libro Tercero.
Sólo ayer sobre un corcel brioso.—Hoy de parte a parte atravesado.—Mañana, en la fría sepultura; no, sabremos dominarnos.
Libro Cuarto.
Un puñado de hombres alrededor de la Alex. —Biberkopf narcotizado, Franz se esconde, Franz no quiere mirar. —Franz en retirada. Franz les toca a los judíos una marcha de despedida. —Porque al hombre le pasa lo que al animal; lo mismo que este muere, también muere aquel. —Conversación con  Job, depende de ti, Job, tú no quieres. —Y todos tienen el mismo aliento, y el hombre no más que el animal. —La ventana de Franzen está abierta, en el mundo pasan también cosas graciosas. —Hopi, ¡sopa, el caballito galopa.
Libro Quinto.
Reencuentro en la Alex, frío de perros. El año próximo, 1929, será más frío aún. —Durante un ratonada, descanso, uno va sanando. —Florece la trata de blancas. —Franz piensa en la trata de blancas y de pronto no quiere seguir, quiere hacer otra cosa.—Noticias locales. —Franz ha tomado una decisión devastadora. No se da cuenta de que se ha sentado sobre las ortigas. —Domingo, 8 de abril de 1928.
Libro Sexto.
Las ganancias mal adquiridas aprovechan. —Domingo por la noche, lunes 9 de abril —Franz no está k.o. y no consiguen dejarlo k.o. —Levántate, espíritu débil y ponte en pie. —La tercera conquista de Berlín. —El hábito hace al monje y un hombre nuevo tiene también ojos nuevos. —Un hombre nuevo tiene también una cabeza nueva. —Un hombre nuevo necesita también una profesión nueva, o ninguna en absoluto. —Aparece también una chica, Franz Biberkopf está de nuevo completo. —Guerra defensiva contra la sociedad burguesa. —Conspiración de señoras, las señoras tienen la palabra, el corazón de Europa no envejece. —Se acabó la política, pero el eterno farniente es mucho más peligrosoaún. —La mosca sale arrastrándose, la arena se le cae, pronto volverá a zumbar. —Adelante,marcando el paso, redoble de tambores y batallones. El puño sobre la mesa.
Libro Séptimo.
Pussi Uhl, la invasión americana, ¿cómo se escribe Wilma, con W o con V?. —¡Empieza el duelo! El tiempo es lluvioso. —Franz el Ladrón, Franz no está ahora bajo el coche, se sienta dentro, muy contento; lo ha conseguido. Penas y alegrías del amor. —Excelentes perspectivas de cosecha, pero podrían resultar fallidas. —Miércoles, 29 de agosto. —Sábado, primero de septiembre.
Libro Octavo.
Franz no se da cuenta de nada y el mundo sigue andando. —Las cosas se animan, los delincuentes se  pelean. —Atención a Karl el hojalatero, está tramando alguna cosa. —Las cosas evolucionan, Karl el bojalatero es capturado y canta. —Y volví el rostro y vi todas las injusticias que hay bajo la capa del cielo. —Y he aquí que había lágrimas en los que padecían injusticia sin que nadie los consolara. —Y alabé a los muertos, porque habían muerto ya. —La fortaleza está totalmente cercada, se hacen las últimas salidas, pero no son más que simulacros. —Comienza la batalla. Nos vamos al infierno con timbales y trompetas. —La Jefatura de Policía está en la Alexanderplatz.
Libro Noveno.
El miércoles negro de Reinhold pero este capítulo puede saltarse. — Manicomio de Buch, pabellón de vigilancia especial. — Glucosa e inyecciones de aceite alcanforado, pero al final se entromete otro, — La  Muerte canta su lenta, lenta canción. — Y Franz escucha ahora la lenta canción de la Muerte. — Aquí hay que describir lo que es el dolor. — Retirada de la perversa ramera y triunfo de la gran celebrante, tamborilera esgrimidora de hachas. — Todos los comienzos son difíciles. — Duerme tranquila, Patria querida, que yo no duermo ni cosa parecida. — Y el paso marcando, izquierdo, derecho, izquierdo y derecho.

## Traducciones
- Berlín, Plaza de Alejandro, traducción de Manuel Gutiérrez Marín, Madrid, Dédalo, 1932.

- Berlin Alexanderplatz, traducción de Rosa Moreno de la traducción francesa Zoya Motchane de 1933, Edisvensa, Barcelona, 1966.

- Berlin Alexanderplatz, traducción de Miguel Sáenz, Bruguera, Barcelona, 1982. Segunda edición, revisada: Ediciones Destino 1996.

- Berlin Alexanderplatz. La historia de Franz Biberkopf, traducción de Miguel Sáenz, tercera edición revisada y corregida, Cátedra, Col. Letras Universales, Madrid, 2002. (Quinta Edición en esta colección, Cátedra, Madrid, 2011). En esta tercera traducción definitiva, en el epígrafe Esta Edición (pág. 29), Miguel Sáenz critica la primera traducción de Manuel Gutiérrez Marín y, especialmente, la segunda de Rosa Moreno: «Sin embargo, hay otra traducción española, publicada en 1966, que merecería ser puesta como modelo (de lo que no se debe hacer) en cualquier escuela de traducción. [...] perpetrado por alguien que no sólo no sabía alemán, sino tampoco francés». (pág. 30)

## Adaptaciones cinematográficas y televisivas
Piel Jutzi llevó la novela al cine con un guion del propio Döblin, escrito en 1930, y estrenada en 1931, en España estrenada con el título de Hampa.[cita requerida]
Rainer Werner Fassbinder la convirtió en una serie de televisión de 15 horas y media de duración, en 1980, que se estrenó en salas de cine en Nueva York, en un montaje más corto.[cita requerida]
En 1978, Axel Corti realizó una película para la televisión alemana, titulado Die beiden Freundinnen, con un guion de Knut Boeser que adaptaba un reportaje de Döblin titulado Die beiden Freundinnen und ihr Giftmord, que inspiró algunos pasajes de la novela.[cita requerida]
Ahora hay una nueva serie.[cita requerida]